# Østfold
La contea di Østfold (Østfold fylke in norvegese) è una contea norvegese situata nella parte sudorientale del paese. Confina con la contea di Akershus. Ha anche una frontiera comune con le contee svedesi di Västra Götaland e Värmland. La capitale è Sarpsborg. Dal 1º gennaio 2020 al 31 dicembre 2023 il territorio è stato inserito nella neonata contea di Viken ma a seguito di proteste tale contea è stata abolita, ripristinando le contee precedenti.
Østfold è anche una regione tradizionale e collegio elettorale della Norvegia.

## Storia
Nell'Østfold si trovano i più antichi insediamenti del paese, come dimostrano numerose incisioni rupestri e tumuli sepolcrali diffusi soprattutto nell'area intorno a Fredrikstad e Hvaler.
Durante l'epoca vichinga la regione fu per qualche tempo sotto la dominazione svedese, prima dell'avvento di Harald I. Più tardi, all'epoca della dominazione danese sulla Norvegia, i re danesi divisero questa terra in numerose baronie. Ciò comporta, a tutt'oggi, che l'Østfold, contrariamente alle altre contee, non ha una reale unità culturale ma costituisce piuttosto un mosaico di piccoli paesi e città.

## Geografia
L'Østfold è situato tra il fiordo di Oslo e la Svezia. Il paesaggio è pianeggiante e con estese aree boschive nell'area settentrionale e lungo la frontiera con la Svezia, un fitto sistema di laghi nella parte centrale e delle pianure densamente popolate lungo la costa fronteggiata da un ampio arcipelago.
Vi si trovano le città di Askim, Fredrikstad, Moss, Mysen, Halden, Sarpsborg, e il villaggio di Ørmen, il che rende la contea una delle più urbanizzate del paese.

## Popolazione
| Storico della popolazione | Storico della popolazione | Storico della popolazione |
| Anno                      | Pop.                      | ±%                        |
| ------------------------- | ------------------------- | ------------------------- |
| 1951                      | 185,492                   | —                         |
| 1961                      | 202,751                   | +9.3%                     |
| 1971                      | 221,386                   | +9.2%                     |
| 1981                      | 233,301                   | +5.4%                     |
| 1991                      | 238,345                   | +2.2%                     |
| 2001                      | 251,032                   | +5.3%                     |
| 2011                      | 274,827                   | +9.5%                     |
| 2021?                     | 309,613                   | +12.7%                    |
| 2031?                     | 339,601                   | +9.7%                     |
| Fonte: Statistics Norway. |                           |                           |

## Economia
Le attività industriali sono ben diversificate: Moss e Fredrikstad hanno dei cantieri navali, mentre cave di granito sono sfruttate in diversi luoghi della contea.

## Trasporti e infrastrutture
Østfold si trova strategicamente tra Oslo e la Svezia. L'autostrada E6 tra Oslo e Göteborg attraversa la contea dal confine meridionale con la Svezia e il confine con la contea di Akershus. L'autostrada E18 tra Oslo e Stoccolma attraversa la contea dal confine svedese in direzione sudest-nordovest. La ferrovia da Oslo a Göteborg corre all'incirca parallelamente alla E6, e c'è anche una ferrovia tra Ski e Sarpsborg che copre la parte interna. Non esiste un aeroporto pubblico nella contea. Vi era l'aeroporto di Moss, ma ora è chiuso. L'aeroporto principale da Østfold è l'aeroporto di Oslo, Gardermoen, a due ore di distanza.

## Aree naturali
Nella contea di Østfold si trova il Parco nazionale Ytre Hvaler.

## Comuni
La contea di Østfold ha 12 comuni:
1. Aremark
2. Fredrikstad
3. Halden
4. Hvaler
5. Indre Østfold
6. Marker
7. Moss
8. Rakkestad
9. Råde
10. Sarpsborg
11. Skiptvet
12. Våler